# خداحافظ (ترانه آبا)
«خداحافظ» (انگلیسی: So Long) ترانه‌ای راک اند رول از گروه موسیقی سوئدی آبا که در آلبوم آبا منتشر شد. این ترانه به‌لحاظ ساختارِ موسیقی، شبیه به ترانهٔ «واترلو» است.

## فهرست ترانه‌ها
| شماره | نام                | نویسنده(ها)                 | مدت  |
| ----- | ------------------ | --------------------------- | ---- |
| ۱.    | «خداحافظ»          | آندشون اولویوس              | ۳:۰۶ |
| ۲.    | «چشم‌به‌راهت بوده‌ام» | آندشون اولویوس استیگ آندشون | ۳:۳۹ |

| تک‌آهنگ استرالیایی | تک‌آهنگ استرالیایی | تک‌آهنگ استرالیایی           | تک‌آهنگ استرالیایی |
| شماره             | نام               | نویسنده(ها)                 | مدت               |
| ----------------- | ----------------- | --------------------------- | ----------------- |
| ۱.                | «خداحافظ»         | آندشون اولویوس              | ۳:۰۶              |
| ۲.                | «خدا نگهدار»      | آندشون اولویوس استیگ آندشون | ۳:۰۹              |

## جداول موسیقی
| جدول موسیقی (۱۹۷۵– ۱۹۷۴)    | بالاترین رتبه |
| --------------------------- | ------------- |
| اتریش (او۳ تاپ ۴۰ اتریش)    | ۳             |
| بلژیک (اولتراتاپ ۵۰ والونی) | ۴۲            |
| دانمارک (تی‌اِر)              | ۸             |
| آلمان (جدول‌های رسمی آلمان)  | ۱۱            |
| سوئد (فهرست برترین‌های سوئد) | ۷             |